# Røros

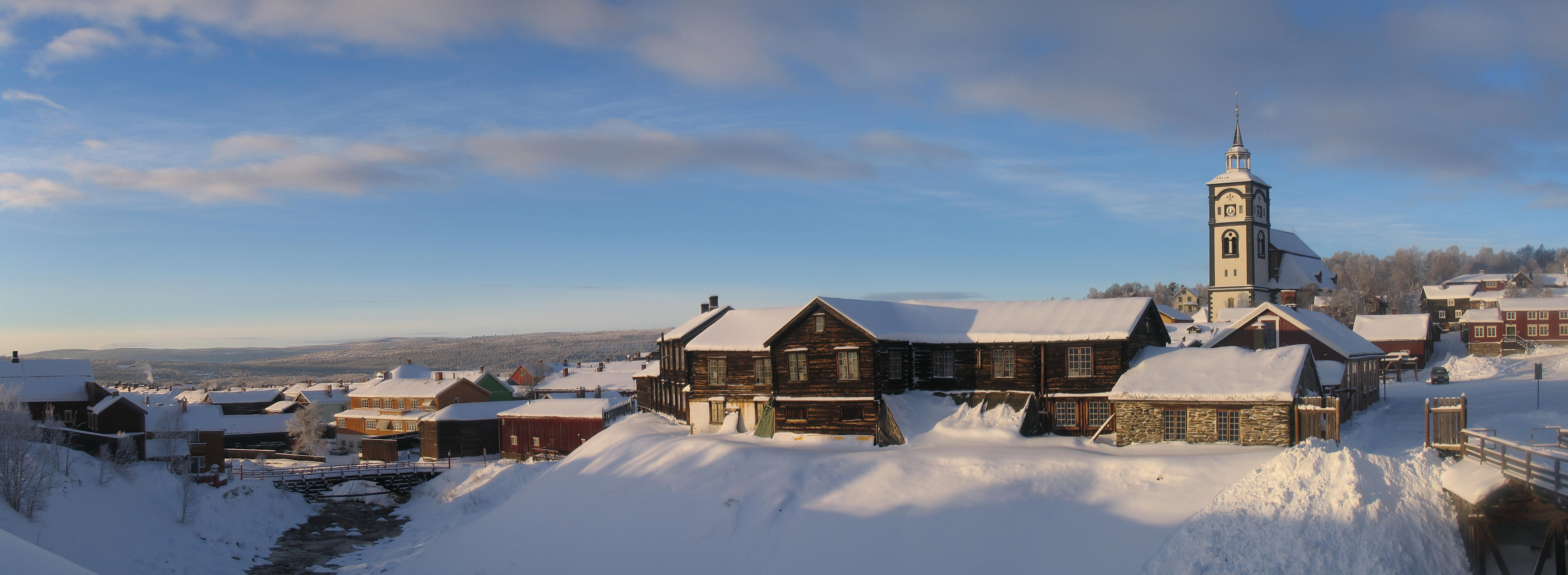
Røros

Røros (Ausspracheⓘ) ist eine Bergstadt in der gleichnamigen Kommune (Gemeinde) im mittelnorwegischen Fylke Trøndelag nahe der Grenze zu Schweden. Seit der Mitte des 17. Jahrhunderts bis in die 1970er-Jahre wurde hier Kupfererz abgebaut, was das Aussehen der Stadt sehr geprägt hat. Die noch großteils erhaltene alte Bausubstanz hat Røros eine Eintragung auf der Welterbeliste der UNESCO eingebracht.

## Geographie
Røros ist Norwegens einzige Bergstadt. Sie liegt auf 630 Meter Höhe, ca. 380 km nördlich von Oslo und 155 km südöstlich von Trondheim unweit der Grenze zu Schweden. Berge, Flüsse, Seen und Moore in der Umgebung kennzeichnen die Landschaft und bieten Reisenden eine gute Möglichkeit Outdooraktivitäten wie Angeln oder Wandern nachzugehen.
Diese Kommune ist bekannt für ein raues Klima. Røros ist mit einem Rekord von −50,4 °C im Jahre 1914 einer der kältesten Orte Norwegens.
Die Gemeinde Røros besteht aus den Ortsteilen Røros, Brekken und Glåmos.

## Geschichte

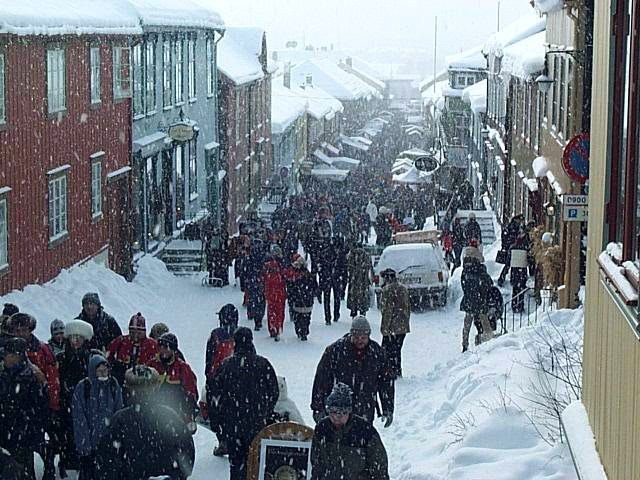
Wintermarkt in Røros 2001.

Bis Mitte des 17. Jahrhunderts war das Gebiet des heutigen Røros dicht bewaldet und Heimat für möglicherweise 6–7 Familien bzw. 10–15 Personen, die sich sowohl von Ackerbau wie auch von der Jagd und der Fischerei ernährten.
Man erzählt, dass Hans Olsen Aasen 1644 bei der Jagd zufällig das erste Erz gefunden habe, was gewissermaßen der Anfang der Stadt sei, deren wechselvolle Geschichte 333 Jahre lang vom Kupfererz geprägt wurde. Hans Aasen gilt somit als „Vater“ der Stadt und sein Aasengården (dt. „Aasen-Hof“) ist heute das älteste Gebäude von Røros und steht unweit der Kirche. Es gibt jedoch einige Indizien, die auf ein Schürfen des Erzes bereits um 1620 bzw. 1630 schließen lassen.
Jedenfalls wurde 1644 die erste Grube in Røros von Lorentz Lossius (1589–1654) aus Lommatzsch in Sachsen offiziell in Betrieb genommen. Man nimmt an, dass er diese Grube zu diesem Zeitpunkt schon einige Jahre illegal geführt hat. 1645 begann er mit der zweiten Grube und im Jahr 1646 nahm die erste Schmelzhütte ihren Betrieb auf. In dieser Zeit wurde auch die erste Flussregulierung durchgeführt. 1651 wurde die erste Kirche unweit der heutigen eingeweiht.
Weil Norwegen keine eigene Bergbautradition hatte, holte man Bergleute aus ganz Europa – auch aus dem Harz – nach Røros, die die Gruben im Storvola anlegten. Ihnen und dem Namen des ersten Ingenieurs, Oskar Schwartz aus Deutschland, ist wahrscheinlich die Verballhornung des Namens Storvola in „Storvarts“ zu verdanken. In den nächsten Jahrhunderten entstanden eine Reihe weiterer Bergwerke wie Hestkletten, Christianus Quintus, Nyberget und Olavsgrube. Letztere kann noch heute besichtigt werden.
Im Lauf des 17. und 18. Jahrhunderts wurde Røros und die umliegenden Gruben bei kriegerischen Auseinandersetzung mit Schweden mehrmals niedergebrannt und wieder aufgebaut.
Eine einigermaßen genaue Volkszählung in Dänemark-Norwegen aus dem Jahre 1769 ergab, dass damals in Røros etwa 2000 Personen lebten. Mehr als die Hälfte davon waren Bergleute mit ihren Familien. Der Rest war zum Großteil Bauern, die sich im Kupferwerk ein Zubrot verdienten. Zusätzlich zu den wenigen Handwerkern, die im Wesentlichen auch vom Werk abhängig waren, hatten die Gruben einen eigenen Pastor, einen Arzt und eine Schule.
In den Jahren 1779–1784 wurde die verhältnismäßig große, achteckige Kirche gebaut. Sie kann als Zeichen für die wirtschaftliche Blüte des Gruben- und Schmelzbetriebes im 18. Jahrhundert angesehen werden. Während ein Grubenarbeiter etwa 50 Reichstaler im Jahr verdiente, kostete die Errichtung dieser Kirche 23.000 Reichstaler. Sie ist heute mit ihren 1.640 Sitzplätzen Norwegens drittgrößte Kirche nach der Kirche von Kongsberg und dem Nidarosdom.
Der Bau der Røros-Bahn, die die Bergstadt mit Oslo (damals „Kristiania“) und Trondheim verbindet, wurde 1877 begonnen. Nachdem 1896 das Elektrizitätswerk Kuråsfossen in Betrieb genommen worden war, bekam Røros im Jahr darauf nach Paris und Hammerfest als dritte Stadt in Europa eine elektrische Straßenbeleuchtung.
1936 wurde das vorerst letzte Erzfeld entdeckt. Die Grube, die in den Jahren darauf dort in Betrieb ging, trägt den Namen Olavs-Grube, benannt nach dem damaligen Kronprinz Olav. Nachdem die Schmelzhütte 1953 zum dritten Mal niederbrannte, wurde sie endgültig aufgegeben. Ab diesem Zeitpunkt wurde das Erz nach Boliden in Schweden zur Weiterverarbeitung verfrachtet. 1977 erklärt sich Røros Kobberverk A/S bankrott und beendete mit der Stilllegung der letzten Grube die 333-jährige Bergwerkstradition.
Zwei Jahre später wurde die Olavs-Grube für Besucher geöffnet, und 1981 eröffnete König Olav V. dort das Gruben-Museum. In diesem Zusammenhang bekam diese Grube die neue Bezeichnung „Kronprinz-Olav-Grube“. 1980 nahm die UNESCO Røros in die Welterbeliste auf und zehn Jahre später öffnete das Røros-Museum in der neuerrichteten Schmelzhütte zum ersten Mal seine Pforten.

## Sehenswürdigkeiten
Der Schlackenberg und die Schmelzhütte, die heute das Bergbaumuseum beherbergt, mitten in Røros sind Zeugen einer sehr betriebsamen Zeit. Früher war der „Malmplass“ (dt.: Erzplatz) vor der Schmelzhütte das Zentrum des Ortes: hier wurde das angelieferte Erz gewogen, und hier steht auch die Glocke – heute eine Art Wahrzeichen der Stadt –, die zu Schichtbeginn bzw. Schichtende läutete.
Am Fuße der Schlackenhalden stehen heute noch die kleinen, flachen bis zu 250 Jahre alten Holzhäuser der einfachen Bergleute. Die für Norwegen typisch rostrot oder gelb gestrichenen Gebäude für die Direktoren, Ingenieure und Beamten stehen weiter unten in der Stadt.
Røros wird von der weißen Oktogonalkirche aus dem Jahre 1784 überragt, deren Baumaterial auf den noch heute sichtbaren Terrassen gelagert wurde. Am Glockenturm sind die Bergmannszeichen Meißel und Schlägel angebracht. Das Kircheninnere wird von offenen und geschlossenen Galerien und der Königsloge geprägt. An den Wänden hängen die Bilder der Pastoren und Bergwerksdirektoren der vergangenen Jahrhunderte. Ebenfalls beherbergt die Kirche eine Barockorgel.
Unweit der Kirche findet man heute das Denkmal für den ersten Erzfund sowie die Bergmannsgate und die Ausstellung der Historischen Sammlung des Kupferwerkes. Hier sind unter anderem Grubenwerkzeuge, Lampen und Fahnen aber auch die Waffen des Bergmannkorps zu sehen.
Einige Kilometer außerhalb des Ortes kann man die Olavsgrube besichtigen. In den Sommermonaten gibt es regelmäßig Führungen auf Norwegisch und Englisch durch einen Teil des sehr weitläufigen Stollensystems.
Am vorletzten Dienstag im Februar beginnt der Rørosmartnan, ein großer Markt, der fünf Tage dauert und 70.000 bis 80.000 Besucher anlockt. Es werden in diesen Tagen in Buden verschiedene Waren verkauft. In Cafés und Lokalen wird traditionelle Musik gespielt und besonders häufig Rørospols.

## Røros in der Kunst und im Film

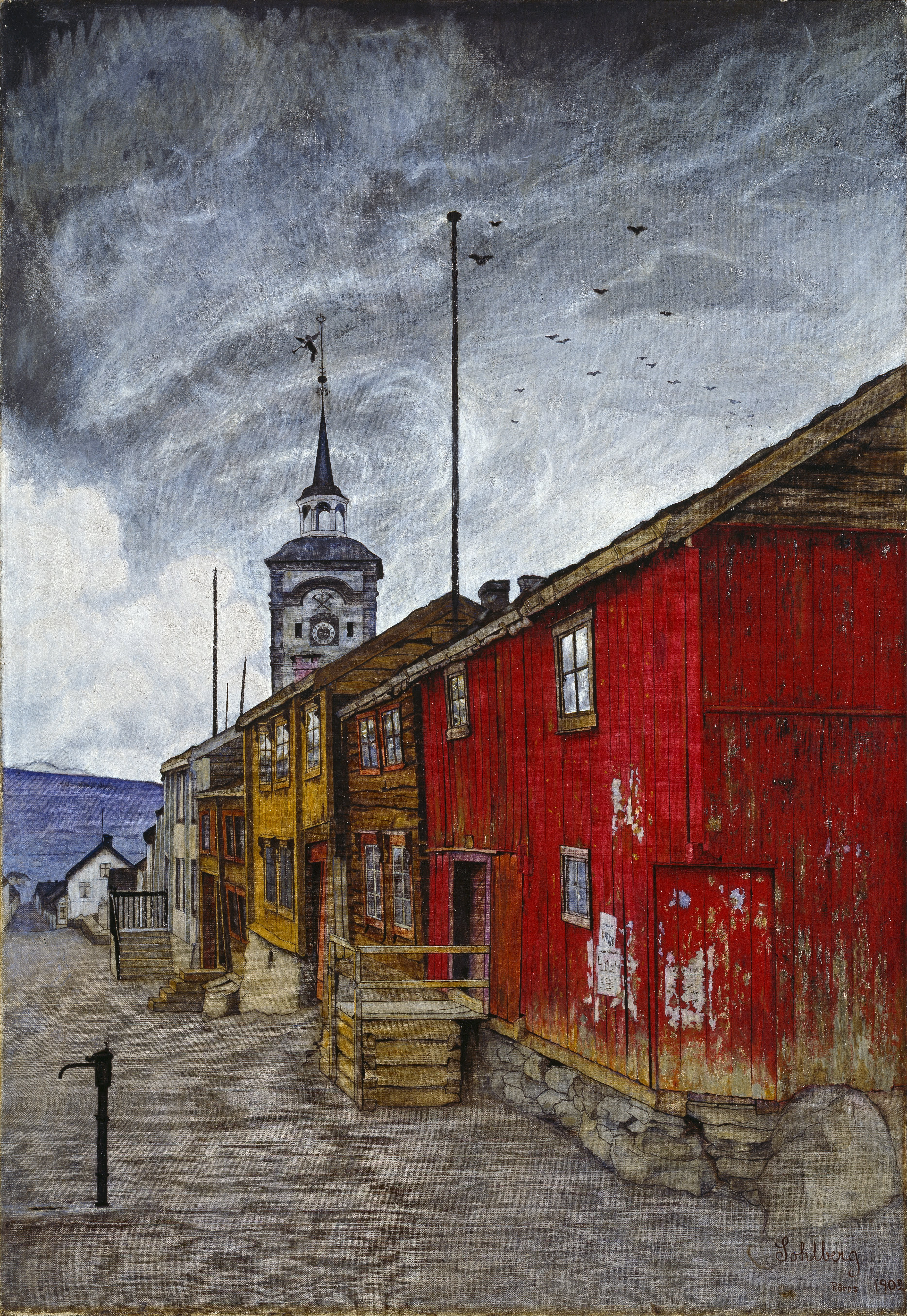
Fra Røros (Lillegaten), Ölgemälde von Harald Sohlberg von 1902 (aus Røros (Seitenstraße))
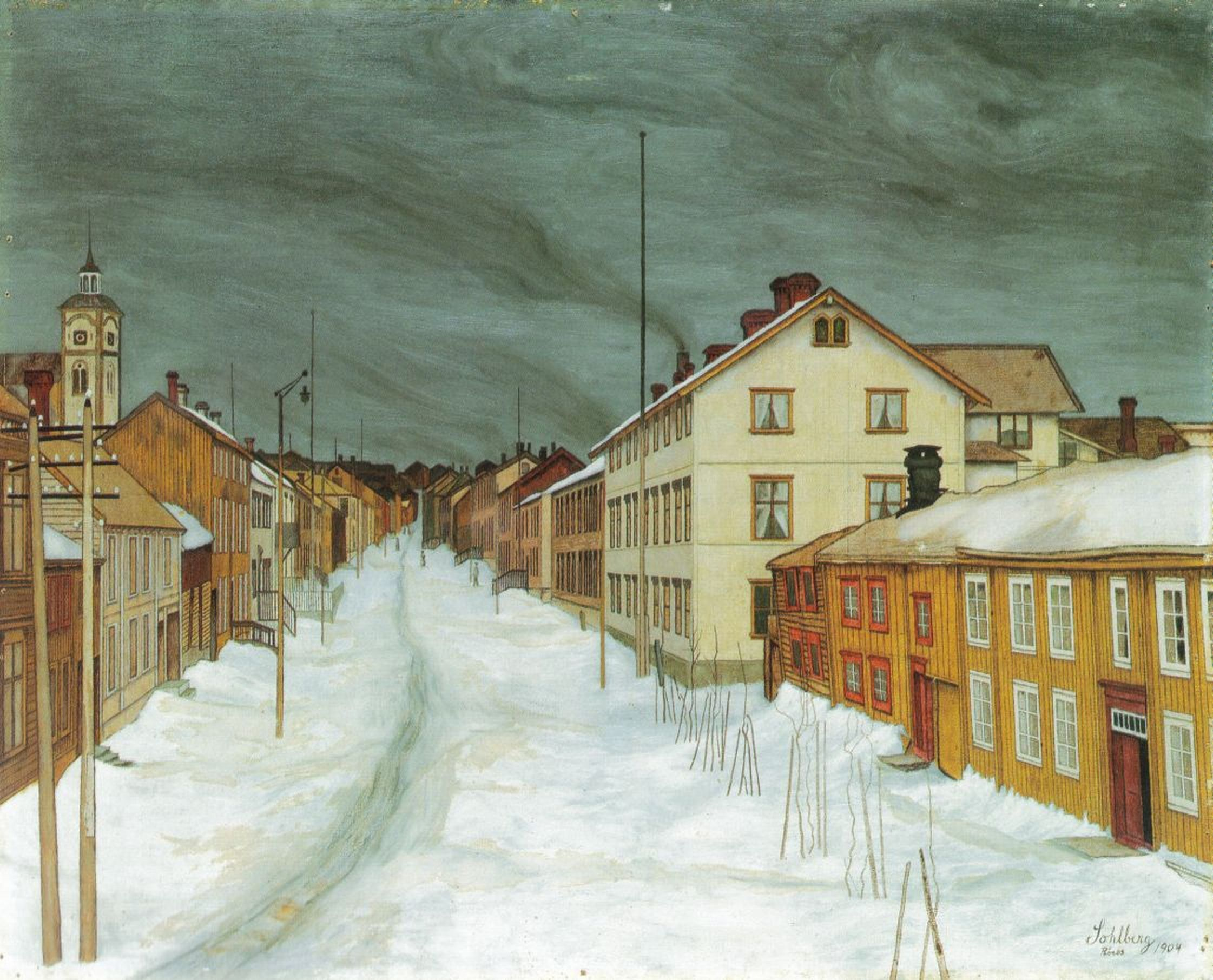
Storgaten Røros, Ölgemälde von Harald Sohlberg von 1903 (Hauptstraße Røros)
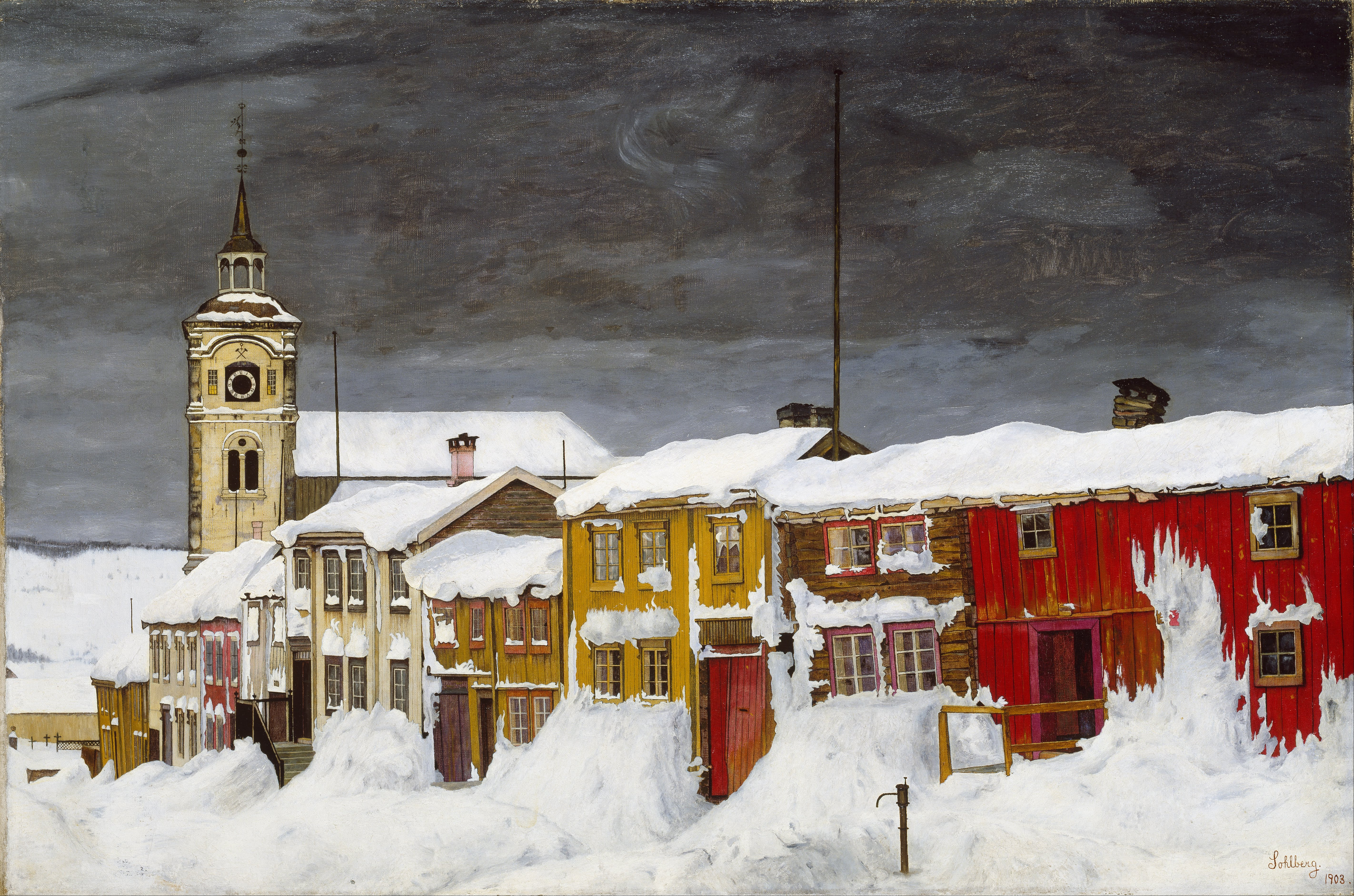
Efter snestorm, Lillegaten Røros, Ölgemälde von Harald Sohlbeg von 1904 (Nach dem Schneesturm, Røros Seitenstraße)
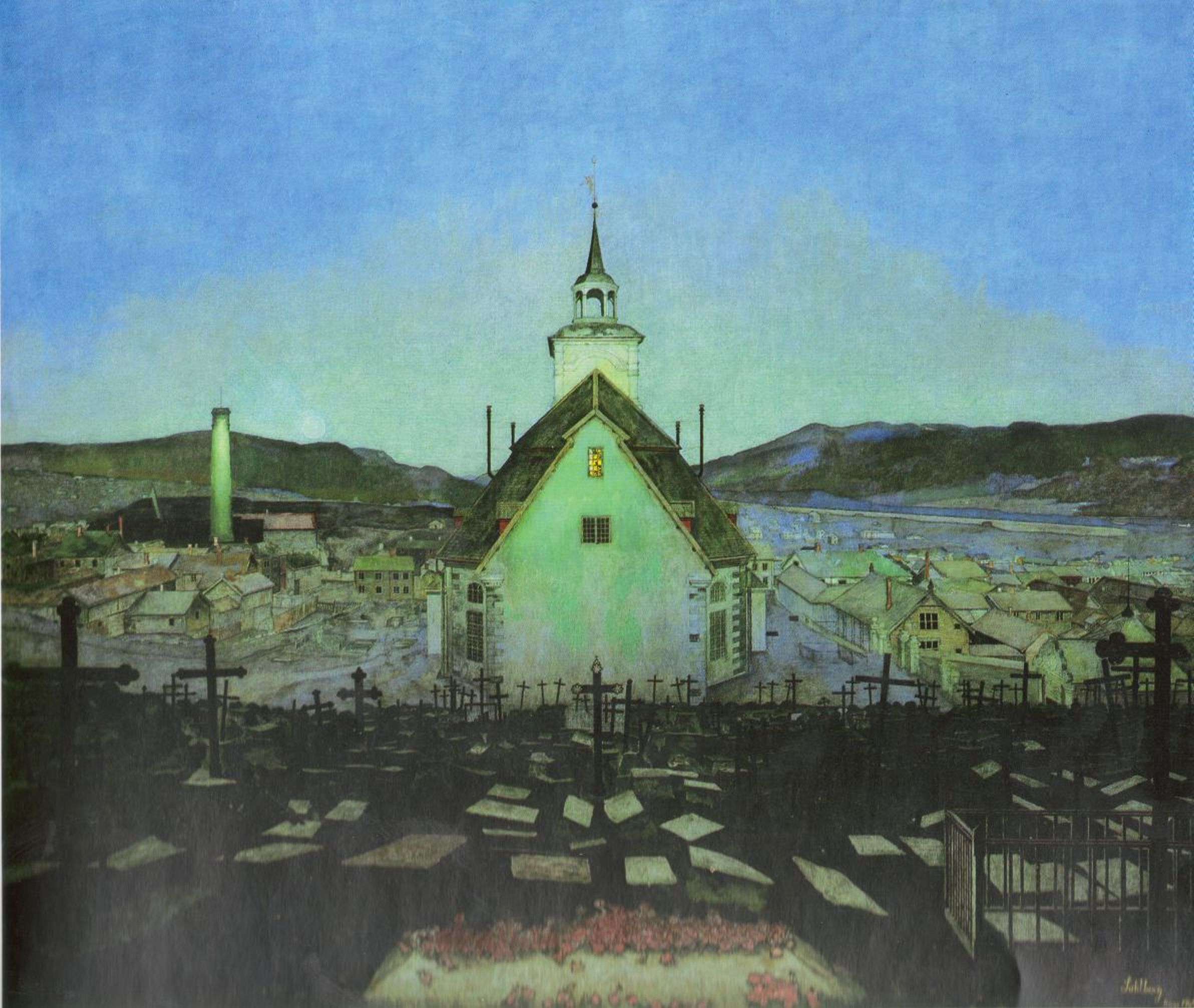
Natt, Gemälde von Harald Sohlberg von 1904 (Nacht)

Der Film Nora (A Doll’s House; Regie Joseph Losey nach Ibsen, 1973) wurde teilweise in Røros gedreht, ebenso die Winterszenen des Films Pippi geht von Bord (1969). Die Außenszenen der Netflix-Produktion Weihnachten zu Hause wurden hier gedreht. Der Rest in Oslo.

## Persönlichkeiten
- Bernhard Hartz (1781–1822), Missionar in Grönland und Pastor
- Ole Andreas Bachke (1830–1890), Jurist und Politiker
- Johan Falkberget (1879–1967), Schriftsteller; seine Romantrilogie Christianus Sextus (deutscher Titel: „Im Zeichen des Hammers“) machte die Stadt und das Los ihrer Bergleute bekannt
- Paal Brekke (1923–1993), Schriftsteller, Lyriker, Kritiker und Übersetzer
- Arne Skjølsvold (1925–2007), Archäologe und Freund Thor Heyerdahls
- Helge Sten (Deathprod) (* 1971), Jazz- und Rock-Musiker sowie Musikproduzent
- Håvard Augensen (* 1980), Handballspieler
- Therese Johaug (* 1988), Skilangläuferin